# Sebahattin Akbayrak
Sebahattin Akbayrak (* 19. Juli 1971 in Deutschland) ist ein türkischer Fußballtrainer.

## Spielerkarriere
Akbayraks Karriere ist kaum dokumentiert. Als einziger Anhaltspunkt ist bekannt, dass er 1997 beim Drittligisten Ofspor einen Profivertrag über ein Jahr erhalten hatte. Ohne eine Pflichtspielbegegnung für diesen Klub absolviert zu haben, wurde sein Vertrag nach dem Auslaufen nicht mehr verlängert. Sein weiterer Werdegang ist undokumentiert.

## Trainerkarriere
Akbayrak begann ab 2000 als Trainer zuarbeiten. Als erste Tätigkeit arbeitete er bei Trabzonspor für die Dauer einer Saison als Jugendtrainer. Ab dem Sommer 2007 begann er als Co-Trainer zu arbeiten und war in dieser Funktion für diverse Viert- und Drittligisten tätig. Im Sommer 2010 wurde er vom Zweitligisten Orduspor als Co-Trainer verpflichtet und arbeitete zwei Spielzeiten lang für diesen Verein. Mit diesem Verein gelang ihm im Sommer unter der Leitung des Cheftrainers Metin Diyadin der Aufstieg in die Süper Lig. Nachdem Diyadin im Dezember 2011 sein Amt niedergelegt hatte, übernahm Akbayrak interimsweise für zwei Spiele die Mannschaft als Cheftrainer. Zum Jahreswechsel kehrte er zu seiner alten Tätigkeit zurück und assistierte dem neuen Cheftrainer Héctor Cúper.
Zur Saison 2013/14 wurde er erneut von Orduspor als Co-Trainer eingestellt. Nachdem in der Saison 2014/15 bei dem krisengeschüttelten Verein mit Fikret Yılmaz und Erkan Sözeri bereits zwei Cheftrainer zurückgetreten waren, wurde Akbayrak im Oktober 2014 zum neuen Cheftrainer ernannt. Nach drei sieglosen Ligaspielen wurde er wieder entlassen.